# 小河内岳
小河内岳（おごうちだけ、こごうちだけ）は長野県下伊那郡大鹿村と静岡県静岡市葵区の境界に位置する赤石山脈（南アルプス）の標高 2,802 m の山である。

## 概要
南アルプス国立公園内の塩見岳と荒川岳との間にあり、三伏峠の南東に位置する。赤石山脈の主稜線上では比較的里に近く、鳥倉林道を利用すると日帰り登山も可能である。山頂からは荒川岳が南側に馬近くに望め、富士山、北アルプス、中央アルプスを望むことができる。山頂部は森林限界のハイマツ帯の砂礫地でライチョウの生息地となっている。山名は大鹿村側の小渋川の支流「小河内沢」の源流の山であることに由来する。「釜沢岳」の古称もあった。静岡県側の東山腹は特種東海製紙株式会社の井川社有林で、明治から伐採・植林が行われていた。

## 登山

### 登山ルート
登山道は、塩川小屋または鳥倉林道から三伏峠を経て小河内岳までを往復するルートが一般的である。また、塩見岳から小河内岳を経由して荒川岳（前岳）へ向かう南アルプスの縦走路上にある。
- 塩川ルート：塩川小屋 - 尾根取付点 - 豊口山（鳥倉林道）分岐 - 三伏峠（三伏峠小屋） - 烏帽子岳 - 前小河内岳 - 小河内岳
- 鳥倉林道ルート：鳥倉林道 - 林道ゲート - 尾根取付（夏期臨時バス停） - 塩川ルート分岐 - 三伏峠（三伏峠小屋） - 烏帽子岳 - 前小河内岳 - 小河内岳
- 南アルプス縦走路： - 塩見岳 - 塩見小屋 - 本谷山 - 三伏山 - 烏帽子岳 - 前小河内岳 - 小河内岳 - 大日影山 - 板屋岳 - 高山裏避難小屋 - 荒川岳 -

### 周辺の山小屋
登山口や稜線上には、山小屋とキャンプ指定地がある。登山シーズン中の一部の期間に有人の営業を行っている。山頂直下東に小河内岳避難小屋があり、期間外は緊急避難用として一部が開放されている。南アルプス国立公園内であり、キャンプ指定地を除き、全山幕営禁止となっている。三伏小屋が三伏峠から北東約 1 km の三伏沢にあったが、2003年度からし尿処理問題のため閉鎖となった。同様に、三伏沢のキャンプ指定地も閉鎖となっている。
| 名称             | 所在地             | 標高 (m) | 小河内岳からの 方角と距離 (km) | 収容 人数 | キャンプ 指定地 | 備考     |
| ---------------- | ------------------ | -------- | ------------------------------ | --------- | --------------- | -------- |
| 塩川小屋         | 塩川右岸           | 1,400    | 北東 5.6                       | 36        | テント20張      |          |
| 三伏峠小屋       | 三伏峠             | 2,615    | 北東 2.2                       | 25        | テント25張      | [ 7 ]    |
| 小河内岳避難小屋 | 小河内岳山頂直下東 | 2,780    | 東 0.1                         | 10        |                 | 水場なし |
| 高山裏避難小屋   | 高山裏、荒川岳北西 | 2,450    | 南 3.8                         | 20        | テント20張      |          |

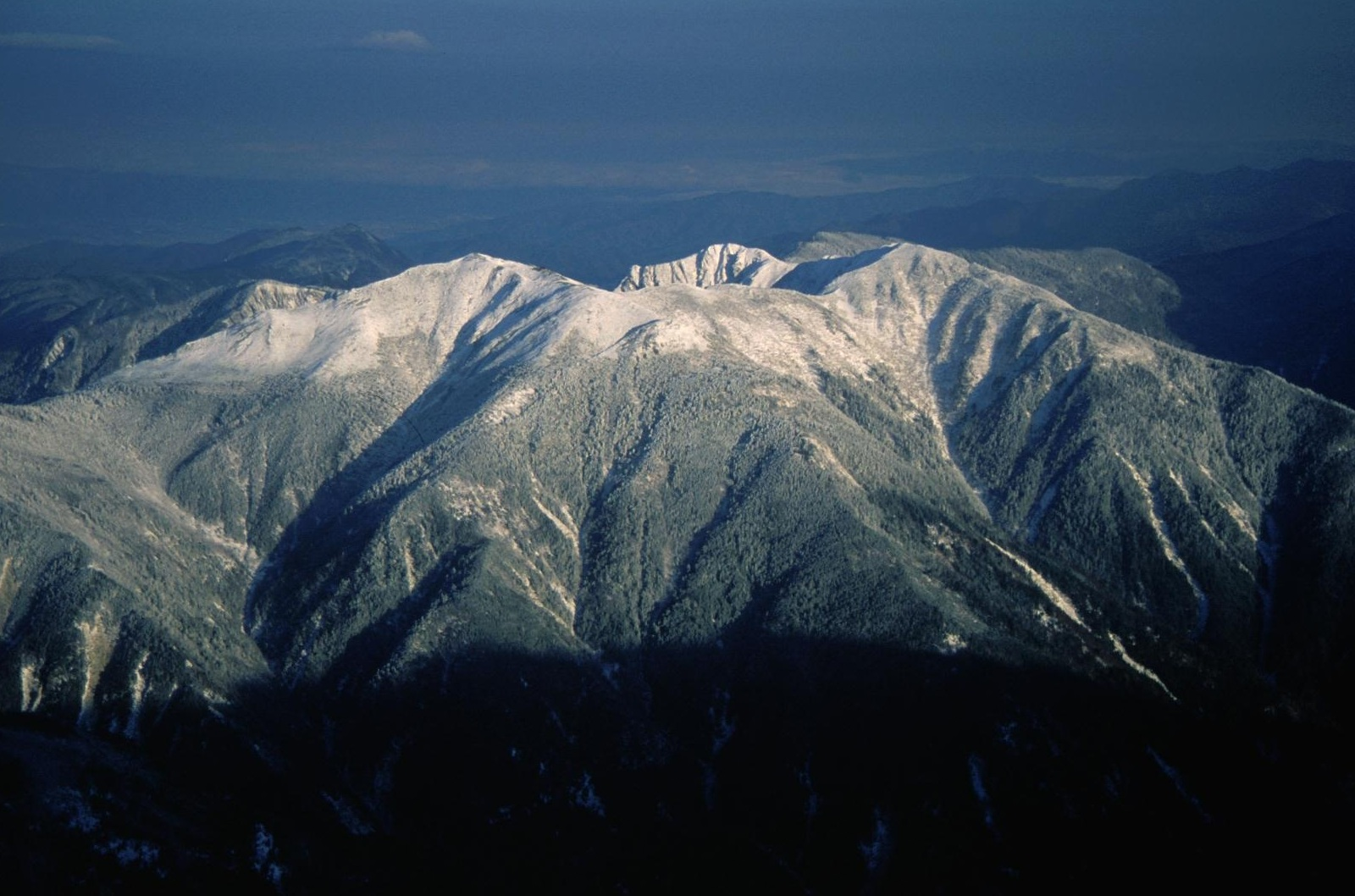
荒川岳から望む小河内岳
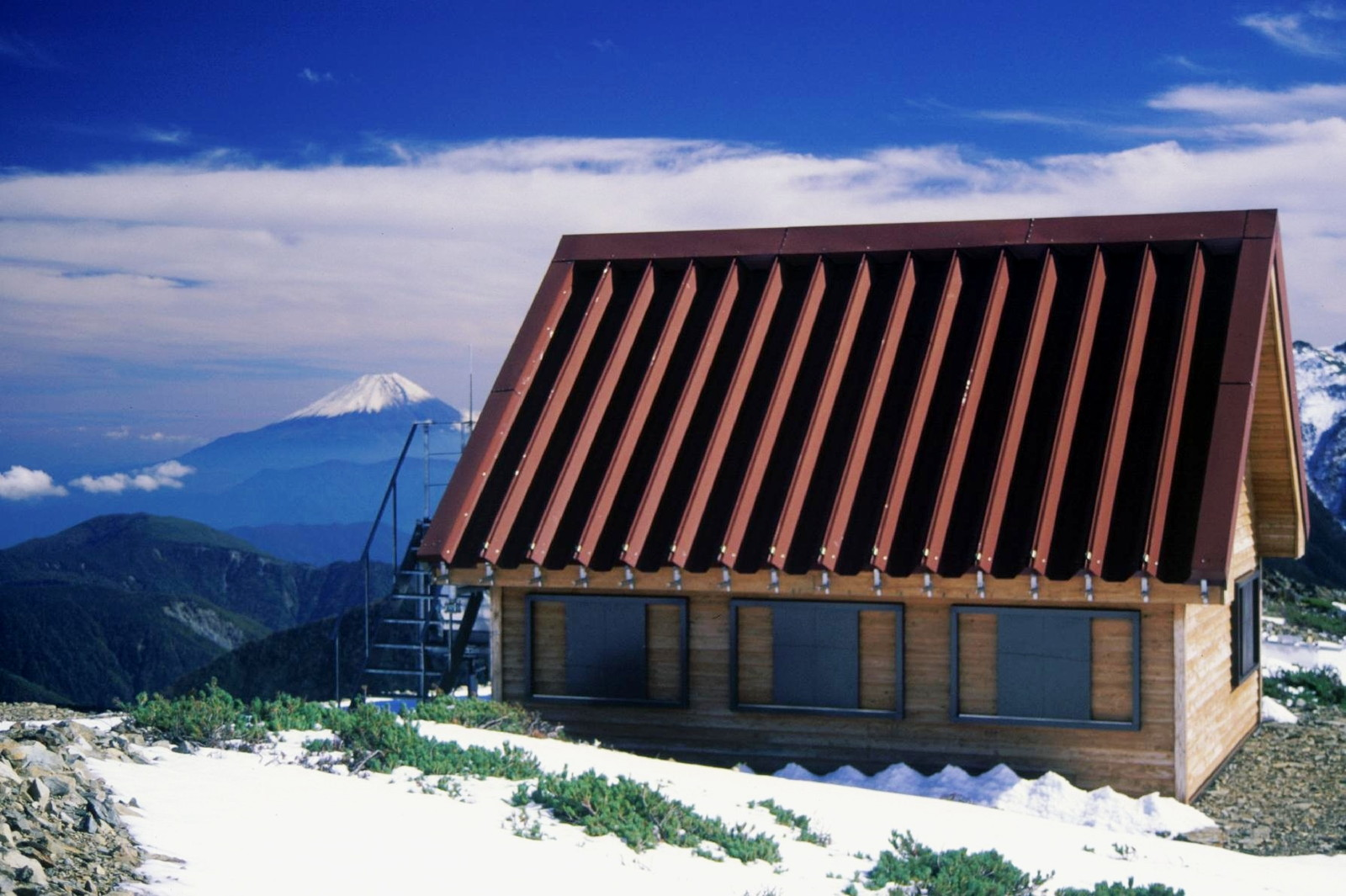
小河内岳避難小屋と富士山
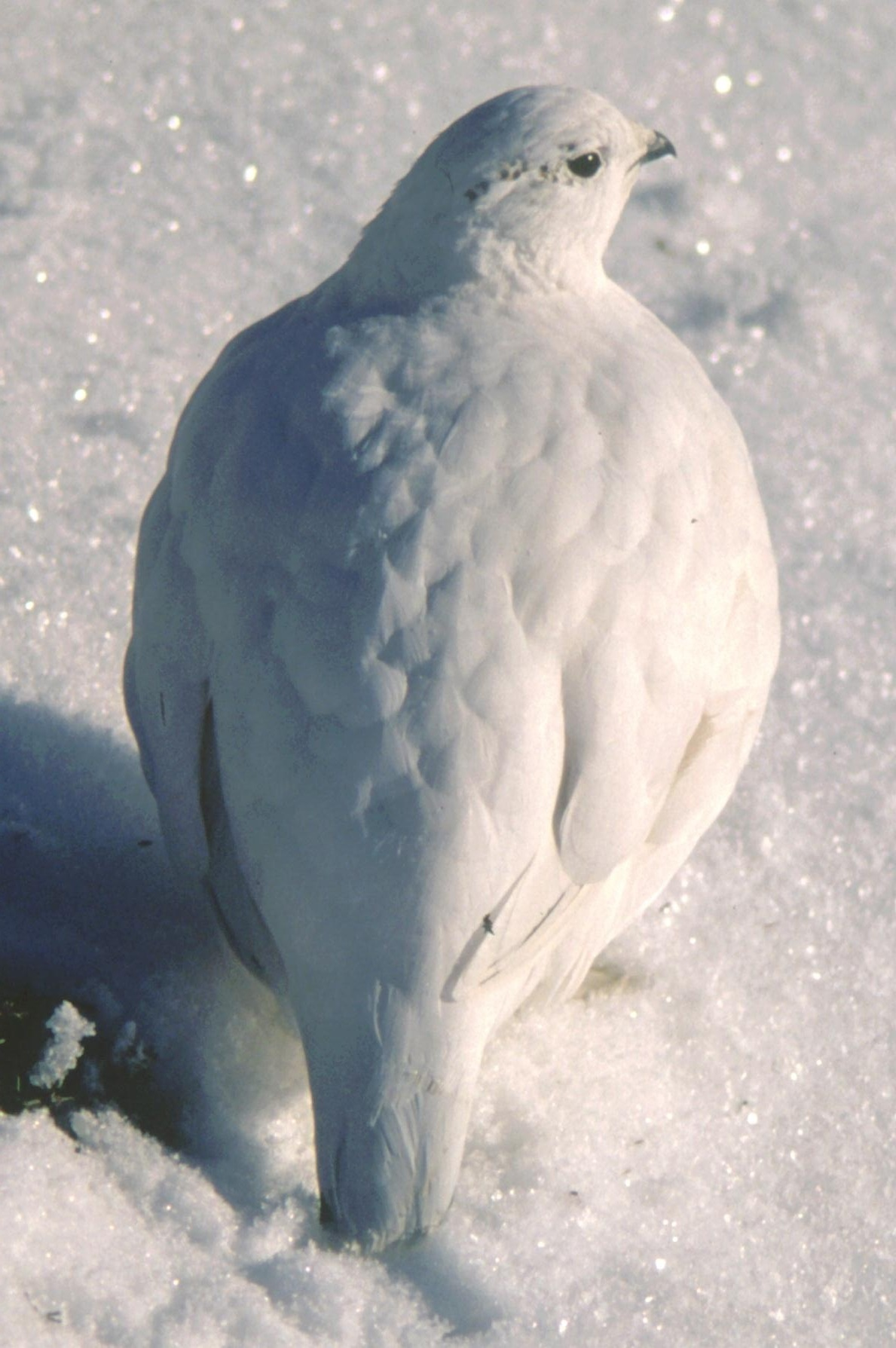
冬毛のライチョウ

## 地理

### 周辺の山

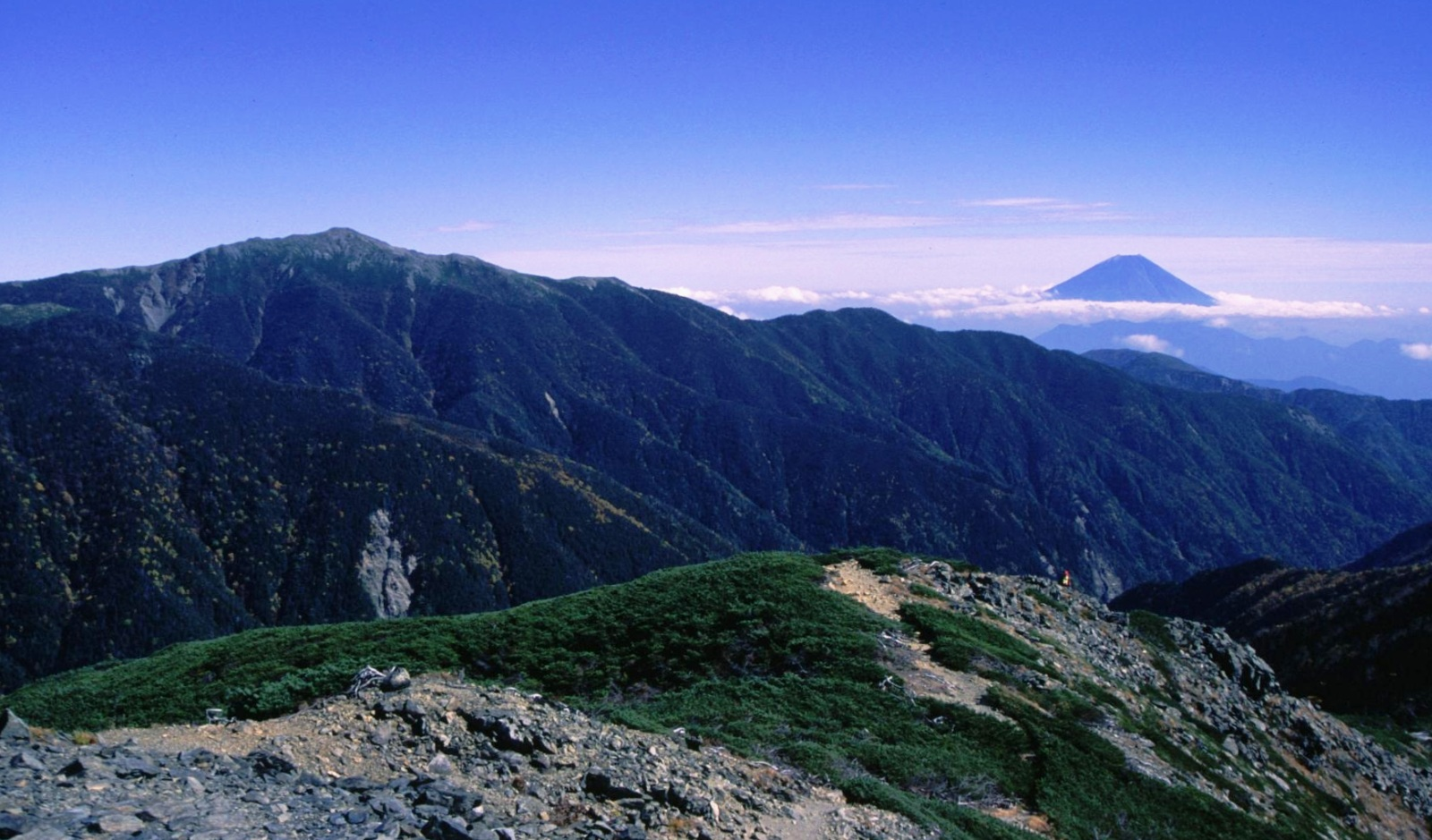
小河内岳から望む蝙蝠岳と富士山

赤石山脈南部の主稜線上にある。稜線の西側の急斜面は崩落や風化が進んでいる。小河内岳と高山裏避難小屋の間には、大日影山 (2,573 m) と板屋岳 (2,646 m) がある。
| 山容 | 山名       | 標高 (m) | 三角点等級 基準点名 | 小河内岳からの 方角と距離(km) | 備考             |
| ---- | ---------- | -------- | ------------------- | ----------------------------- | ---------------- |
|      | 蝙蝠岳     | 2,864.69 | 三等 「中俣」       | 北東 5.4                      |                  |
|      | 塩見岳     | 3,046.86 | 二等 「塩見山」     | 北東 4.8                      | 日本百名山       |
|      | 烏帽子岳   | 2,726    |                     | 北 1.8                        |                  |
|      | 前小河内岳 | 2,784    |                     | 北東 1.0                      |                  |
|      | 小河内岳   | 2,801.56 | 二等 「小河内」     | 0                             | 小河内岳避難小屋 |
|      | 荒川前岳   | 3,068    |                     | 南 4.9                        |                  |
|      | 悪沢岳     | 3,141    |                     | 南東 4.9                      | 日本百名山       |

### 源流の河川
源流となる以下の河川は太平洋へ流れる。
- 西池ノ沢、土岳沢（大井川の支流）
- 小河内川（天竜川水系の小渋川の支流）

### 交通・アクセス
- 最寄りの駅はJR東海飯田線の伊那大島駅である。
- 最寄りのインターチェンジは、中央自動車道松川インターチェンジである。
- 伊那大島駅から登山口までの、伊那市の観光・登山用のバスが運行されている[9]。

## 小河内岳の風景と展望
山頂は見晴らしが良く、中央アルプス、富士山、塩見岳、荒川岳などの南アルプスの山々が望める。

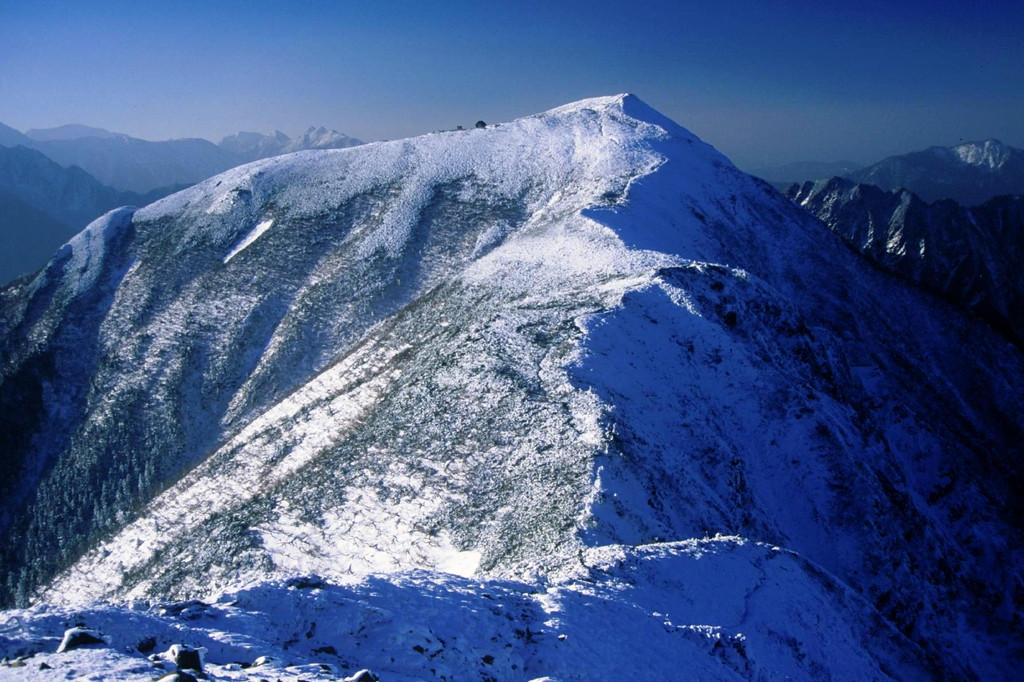
前小河内岳から望む小河内岳
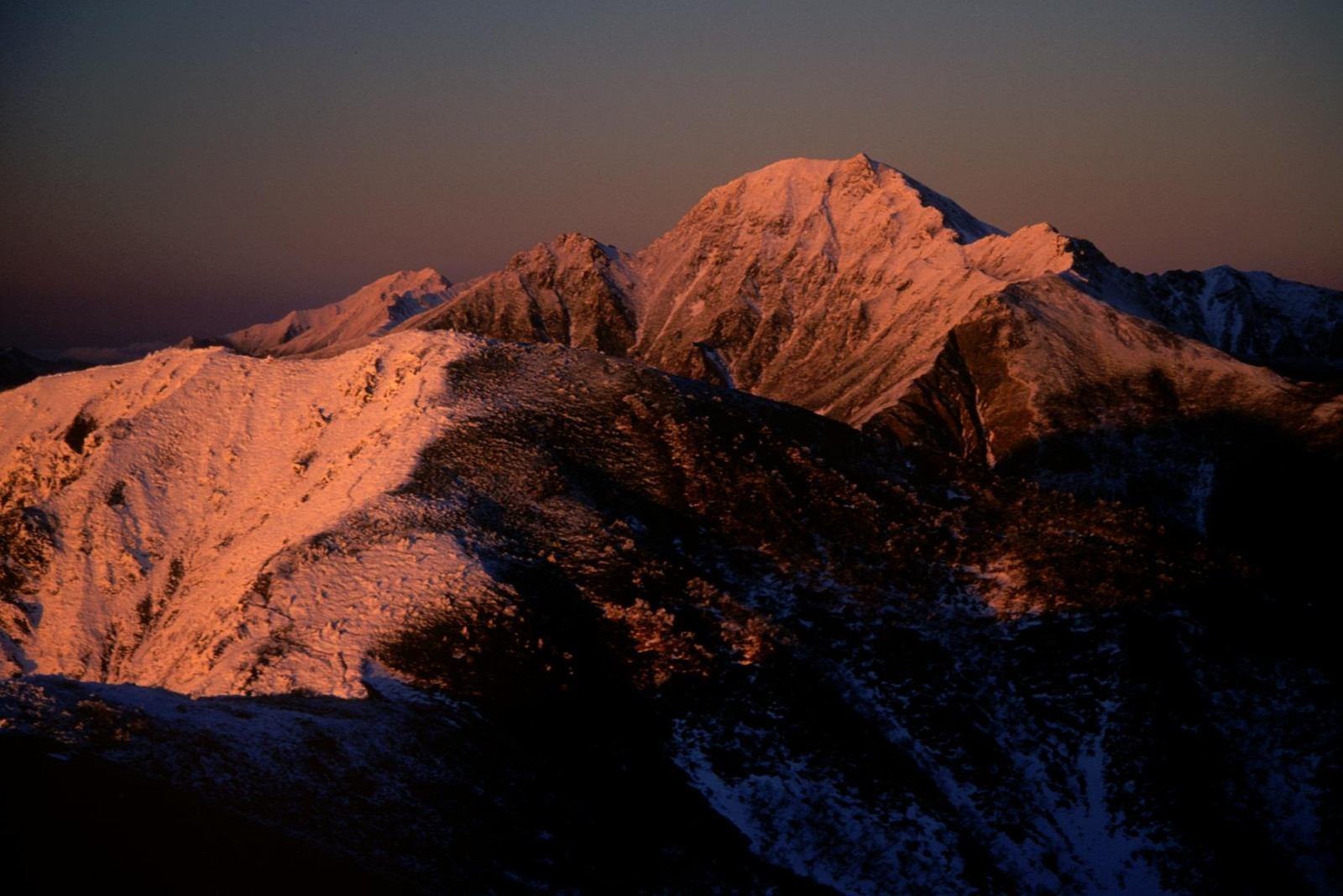
塩見岳の夕景
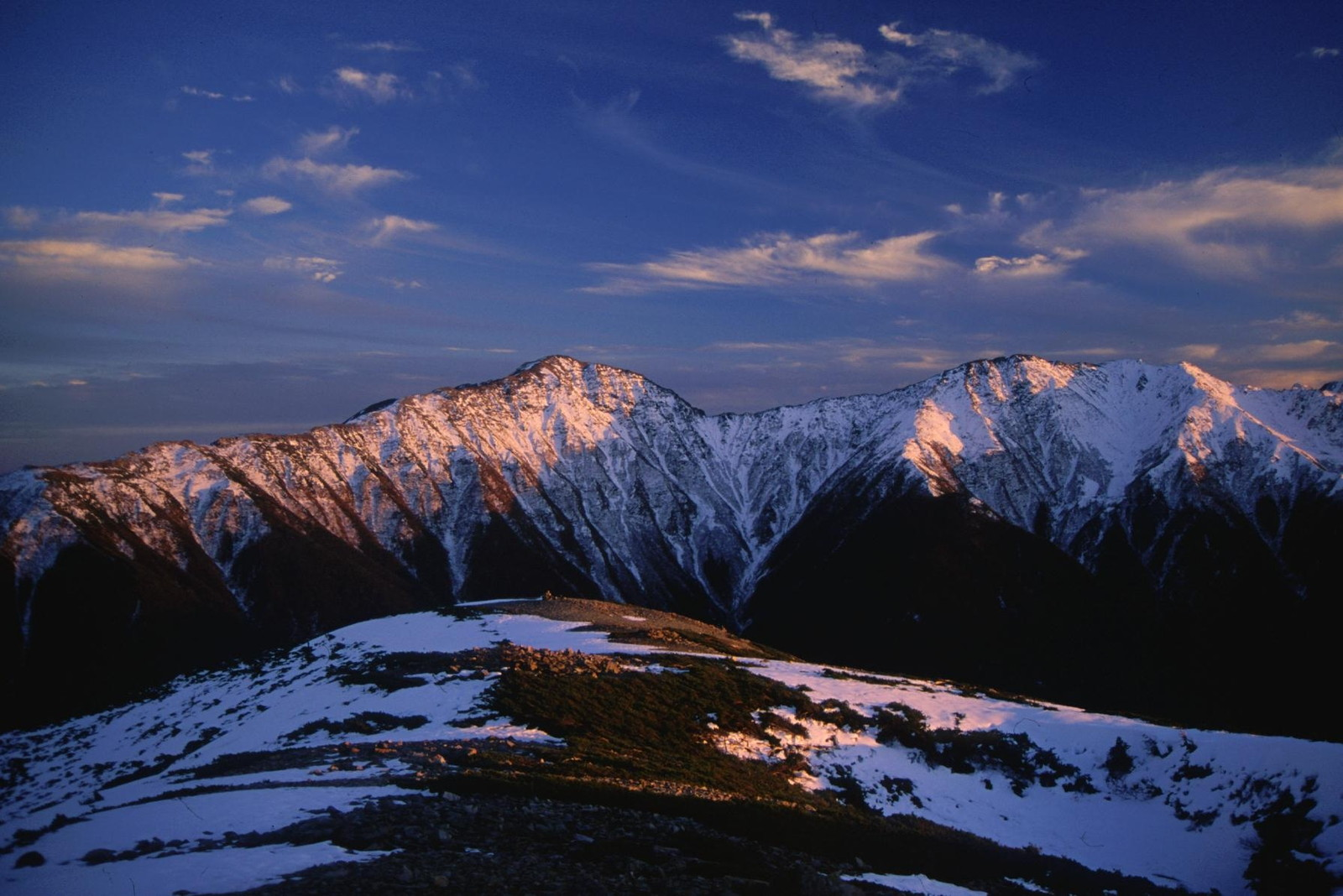
荒川岳
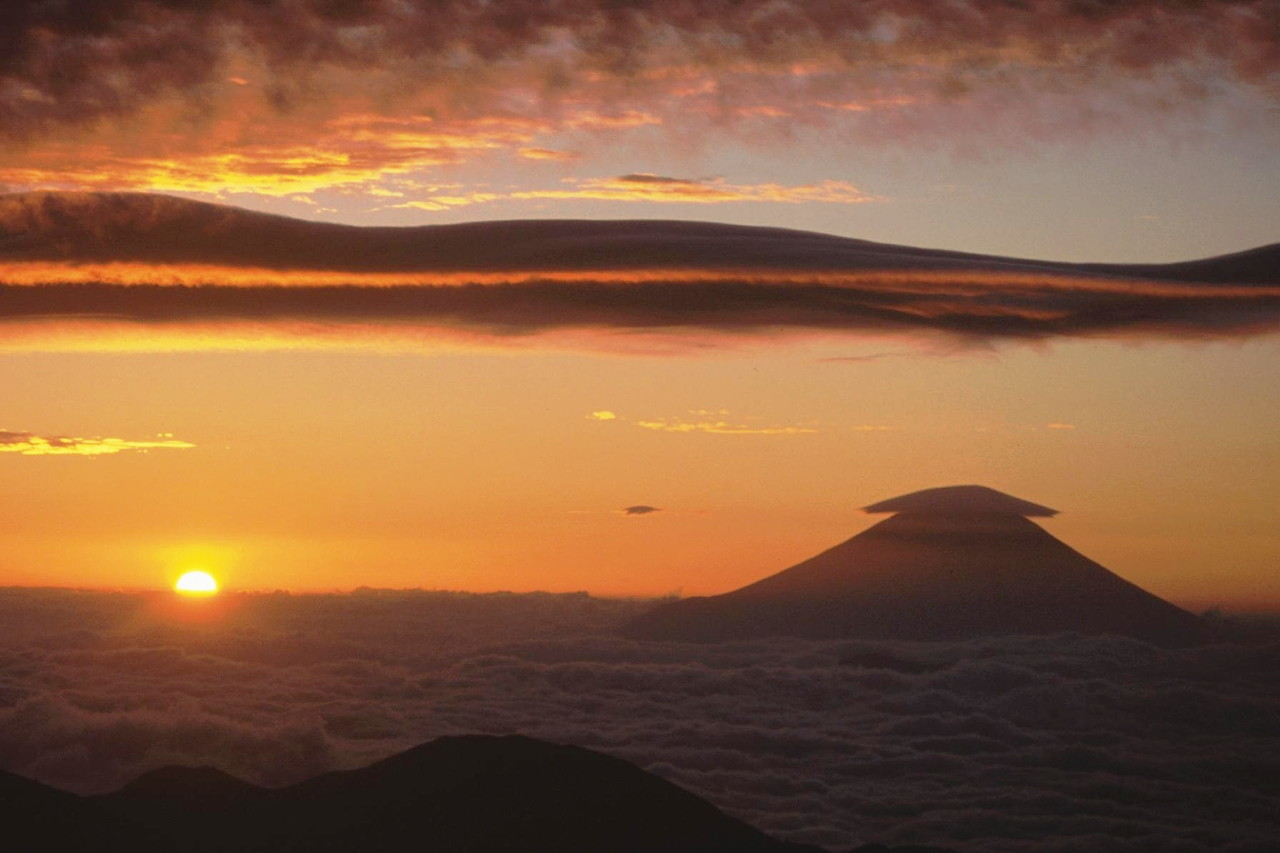
富士山の笠雲とご来光

## 関連図書
- 山下春樹『赤石・聖・荒川三山を歩く』山と溪谷社〈フルカラー特選ガイド〉、1988年7月。ISBN 4635171213。
- 『アルペンガイド10 南アルプス』山と溪谷社〈ヤマケイ・アルペンガイド〉、2009年6月。ISBN 9784635013581。
- 『改訂版 長野県の山』山と溪谷社〈新・分県登山ガイド・改訂版〉、2010年1月、146-149頁。ISBN 9784635023658。